# لورا تايسون
لورا تايسون (بالإنجليزية: Laura Tyson) (و. 1947 – م) هي عالمة اقتصاد، وأستاذة جامعية من الولايات المتحدة الأمريكية .
وهي عضوة في الحزب الديمقراطي الأمريكي .

## التعليم
تعلمت في معهد ماساتشوستس للتقنية.

## مناصب وهيئات
أدارت جامعة برنستون.